# Rotating Cell Biofilm Reactor
Rotating Cell Biofilm Reactor (RCBR), o reattore a cella rotante a biofilm, è una nuova tipologia di processo biologico a fanghi attivi a biomassa adesa, impiegata nel trattamento delle acque reflue. 
I reattori RCBR costituiscono un'evoluzione degli impianti a dischi biologici: questi sistemi sono infatti in grado di sviluppare circa 10 volte la superficie biologica di questi ultimi, a parità di volume di reattore biologico (costituito dal pacco dei dischi).
Tale risultato viene ottenuto adoperando –  in luogo di una serie di dischi fissati ad un albero centrale strutturale – una moltitudine di elementi plastici tridimensionali in qualità di carrier, atti a fornire la superficie biologica necessaria all'adesione del film batterico responsabile del processo depurativo. I suddetti elementi plastici sono a loro volta contenuti entro una cella permeabile di forma cilindrica, che richiama la sagoma del pacco reattore di una tradizionale macchina a biodischi. Una delle principali peculiarità delle macchine RCBR è rappresentata dal fatto che i carriers biologici con cui viene riempita la cella di reazione sono comuni tappi di plastica di bottiglie d'acqua riciclati.
Il messaggio intrinseco portato da questa tecnologia è evidente: “riconvertire un rifiuto trasformandolo in una risorsa per l'ambiente”
Le acque reflue da trattare (industriali, civili, domestiche), in seguito a un trattamento primario di decantazione e/o grigliatura, vengono pompate all'interno dei moduli RCBR. I tappi di plastica a contatto con le acque sporche vengono rivestiti da un film biologico di batteri, i quali si nutrono della sostanza organica disciolta nell'acqua, depurandola. Le acque così depurate possono essere scaricate in un corpo idrico superficiale o nel terreno. Se opportunamente disinfettate, integrando ai moduli un processo terziario di depurazione, possono essere riutilizzate per irrigare, riempire le vaschette delle toilette o per lavare oggetti, strade etc.

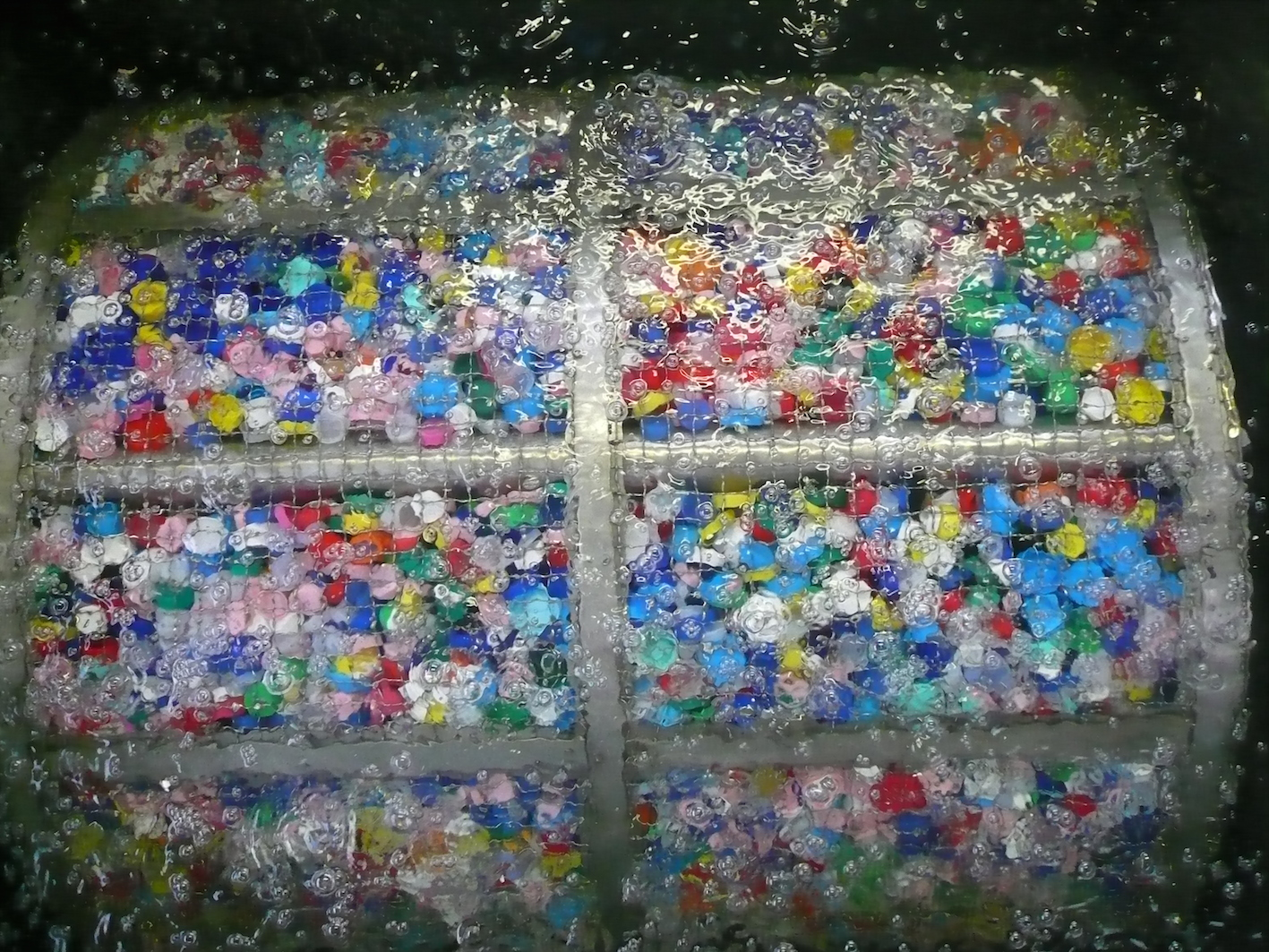
Cestello RCBR

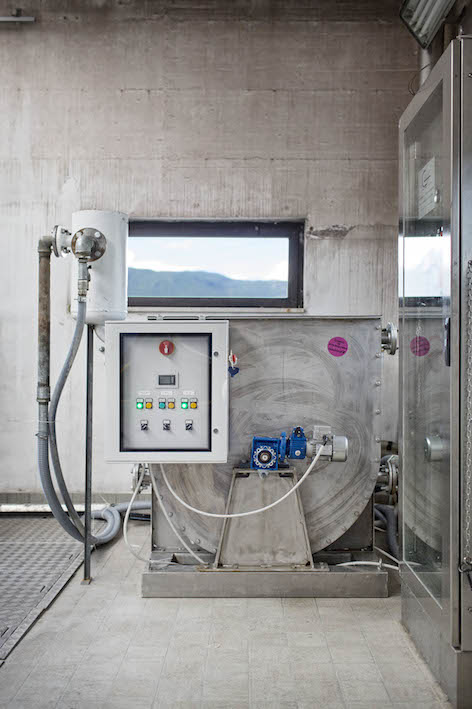
Modulo RCBR singolo

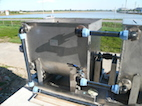
Modulo RCBR combinato

## Funzionamento
Una cella in acciaio inox piena di tappi di plastica di varie dimensioni ruota lentamente (1-3 giri al minuto) parzialmente immersa in una vasca, ove vengono fatte affluire le acque sporche da depurare. I tappi di plastica a contatto con le acque reflue formano spontaneamente un biofilm batterico, che in successione vede prima la formazione di batteri eterotrofi in grado di nutrirsi delle sostanze inquinanti a base di carbonio organico, quindi la diminuzione di concentrazione di COD e BOD e successivamente la formazione di batteri autotrofi, appartenenti ai generi nitrosomonas e nitrobacter in grado di ossidare l'ammonio trasformandolo in nitriti e nitrati. La cella contenente i carriers (tappi) può essere allagata a piacimento; in questo modo si ottiene il controllo del processo di depurazione che può essere orientato sia alla rimozione del carbonio sia alla denitrificazione delle acque reflue. Questi impianti, come avviene per i dischi biologici, non necessitano di soffianti per l'ossigenazione del film batterico. È la lenta rotazione del reattore, immerso alternativamente nel liquame e in atmosfera, a garantire l'apporto di ossigeno sufficiente all'ossidazione per via aerobica degli inquinanti ad opera del film biologico aderente ai carriers. In questo modo si riducono notevolmente i costi di funzionamento e gestionali del trattamento.

## Configurazioni
La tecnologia RCBR è a tutti gli effetti un sistema di trattamento biologico delle acque in grado di rendere più compatta ed efficiente la biologia di qualunque impianto di trattamento delle acque reflue. Per la depurazione delle acque reflue urbane viene installato a valle dei trattamenti primari (grigliatura, disoleazione, dissabbiatura, sedimentazione primaria) e a monte dei trattamenti terziari di disinfezione chimica o fisica (ultravioletti, ozono) delle acque. La possibilità che il sistema offre di realizzare in spazi contenuti una notevole superficie di adesione per le colonie batteriche attive nella depurazione lo rende particolarmente adatto anche alla rimozione dell'azoto dalle acque di scarico in configurazione nitro-denitro: abbinando più moduli in serie, alcuni sommersi totalmente dal refluo (quindi in condizioni di anossia) operano come stadio di denitrificazione. Altri immersi solo parzialmente nel refluo, in presenza di ossigeno, operano invece la rimozione del carbonio e contestuale nitrificazione dell'ammonio. La semplicità del sistema e l'efficienza dimostrata nell'abbattere anche elevate concentrazioni di solidi sospesi e carbonio organico lo rendono utilizzabile quale pretrattamento a monte dei sistemi di potabilizzazione delle acque superficiali e sotterranee inquinate (fiumi, canali, falde, stagni e pozze temporanee di acqua piovana).

## Consumi e manutenzione
Questo sistema a biofilm adeso non necessita dell'applicazione di aria insufflata per ossigenare la popolazione batterica. È la semplice rotazione del cestello a determinarne l'ossigenazione per
semplice diffusione. I costi energetici di questa tecnologia sono quindi molto bassi e relativi solo al moto rotatorio impresso da un motore elettrico alla cella di reazione per mantenere il dispositivo in lento movimento. L'applicazione della tecnologia RCBR abbatte generalmente del 90% i costi elettrici della depurazione, con un consumo medio di circa 0,25 kilowattora per metro cubo di refluo civile depurato. I bassi consumi di questa tecnologia rendono molto semplice l'integrazione di questi impianti con energie rinnovabili, quali impianti fotovoltaici o eolici L'impianto meccanico delle macchine RCBR non necessita di importanti operazioni di manutenzione ordinaria o di competenze tecniche specializzate per controllarne il funzionamento: infatti è richiesto solo il comune ingrassaggio dei supporti di rotazione della cella.

## L'invenzione
RCBR è un'invenzione italiana del chimico Sergio Modenese. Il primo brevetto relativo alla tecnologia RCBR è stato depositato nel luglio 2013 da un'azienda start-up innovativa trentina di cui l'inventore risulta essere uno dei soci fondatori.